# Baume Latrone
La baume Latrone  (baume en français, ou balma en occitan, signifie grotte) est un site préhistorique situé dans la commune de Sainte-Anastasie, dans le Gard. La grotte recèle entre autres des dessins de mammouths et d'un félin datant du Paléolithique supérieur. L'étude stylistique suggérait un âge très ancien. La datation par le carbone 14 a donné un âge calibré de 37 464 ans avant le présent. Les représentations de la grotte figurent ainsi parmi les plus anciennes actuellement connues en Europe, aux côtés de celles de la grotte Chauvet.

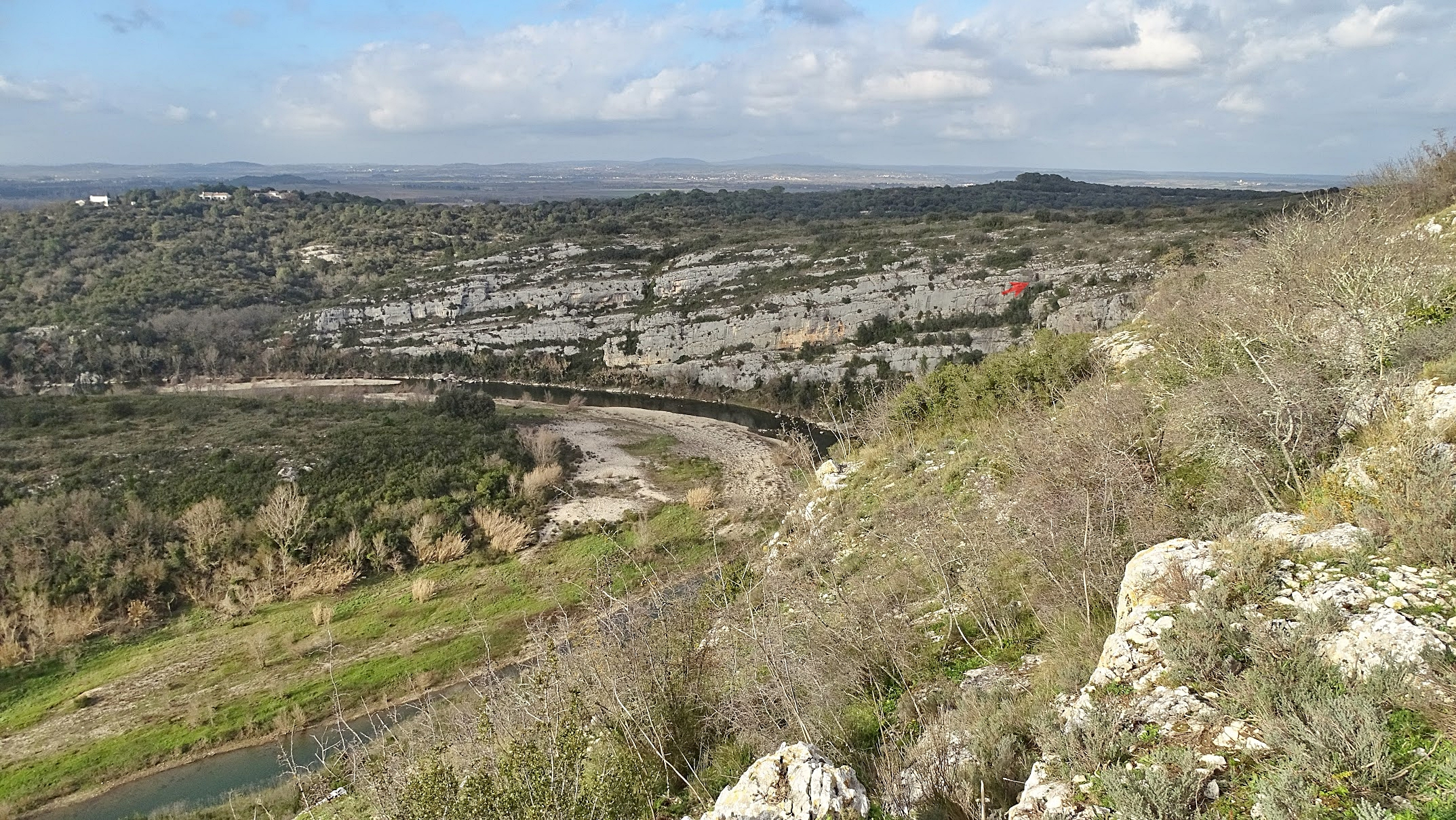
Situation de la grotte dans les gorges du Gardon.

## Historique

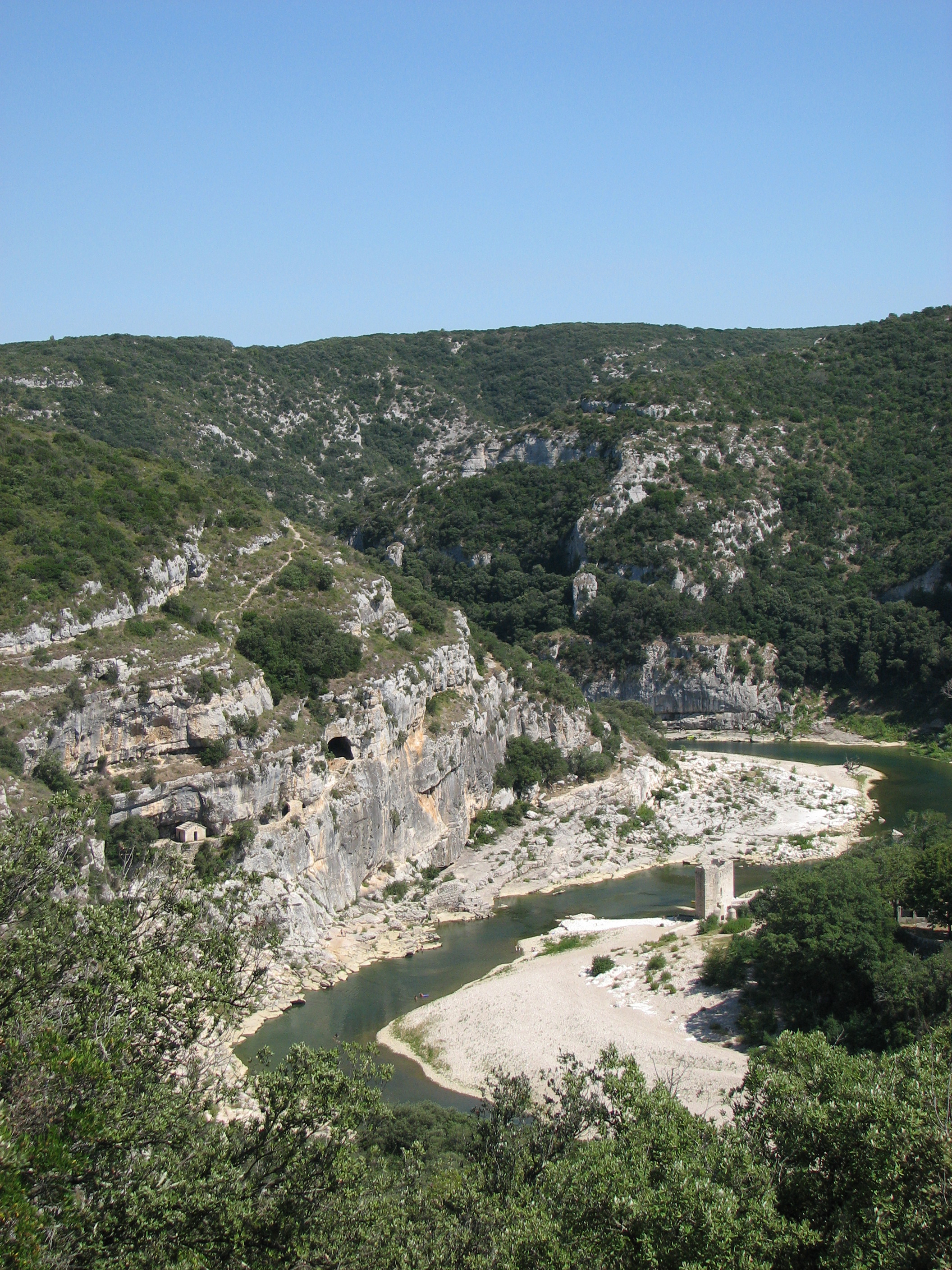
Les gorges du Gardon à 15 km en suivant le Gardon (8 km en ligne droite) de la baume Latrone.

La baume Latrone est connue de longue date par les archéologues du département. À la fin du XIXe siècle, elle a fait l'objet de fouilles dans le porche d'entrée. Des niveaux exclusivement néolithiques y ont été mis en évidence. En 1940, à la suite d'une désobstruction, des dessins du Paléolithique supérieur sont découverts dans un réseau profond. Plusieurs chercheurs vont alors se succéder dans l'étude de cette cavité. En raison de son style unique dans l'art paléolithique, la grotte n'avait pu faire l'objet de comparaisons fructueuses. Elle fut notamment attribuée à l'Aurignacien, au Gravettien ou au Solutréen.
La baume Latrone a été classée Monument Historique en 1941 (arrêté du 19 mai 1941),.
La reprise en 2009 de l'étude de la cavité par une équipe pluridisciplinaire menée par Marc Azéma a permis de mettre en évidence des rapprochements techniques, stylistiques et thématiques avec l'art de la grotte Chauvet (Ardèche), datée de l'Aurignacien. On y retrouve par exemple la représentation des défenses de mammouths s'écartant de part et d'autre de la trompe.

## Datation
En 2012, un charbon de bois récolté au pied des dessins a été daté de 37 464 ans avant le présent en âge calibré. Cette datation très ancienne apporte un argument supplémentaire pour attribuer cet ensemble à l'Aurignacien, comme les œuvres de la grotte Chauvet. La baume Latrone constituerait donc l'un des plus anciens sites d'art préhistorique d'Europe.

## Art pariétal
Les dessins ont été réalisés par la technique dite polydigitale, c'est-à-dire avec l'extrémité des doigts enduits de colorant, technique unique dans l'art pariétal paléolithique. Les artistes ont utilisé de 2 à 4 doigts pour produire un trait plus ou moins épais à l'aide d'une argile brune.
Selon les chercheurs, la scène évoque l'attaque d'un groupe de mammouths par un félin. Le dessin très stylisé des figures constitue par ailleurs l'originalité de cet art. Certains mammouths ne sont évoqués que par leur silhouette générale en fer à cheval, complétée par un appendice figurant la trompe. 
L'une des figures considérées comme un cheval avec un arc de cercle figuré au bout des naseaux est désormais interprétée comme un probable rhinocéros par analogie avec la manière unique de représenter les oreilles sur les rhinocéros dans la grotte Chauvet et dans la grotte d'Aldène.
D'autres représentations complètent l'ensemble : des figures gravées, des tracés polydigitaux réalisés sur la paroi meuble sans apport de colorant, comme dans la grotte Chauvet, et des mains positives réalisées par application de colorant sur la paroi.